# Communauté de communes de la Région de Brumath
Die Communauté de communes de la Région de Brumath war ein französischer Gemeindeverband mit der Rechtsform einer Communauté de communes im Département Bas-Rhin in der Region Grand Est. Sie wurde am 27. Dezember 1996 gegründet und bestand aus zehn Gemeinden. Der Verwaltungssitz befand sich im Ort Brumath.

## Historische Entwicklung
Per 1. Januar 2017 wurde der Gemeindeverband mit den Communautés de communes Région de Haguenau, Bischwiller et Environs und Val de Moder zur neuen Communauté d’agglomération de Haguenau zusammengeschlossen.

## Ehemalige Mitgliedsgemeinden
1. Bernolsheim
2. Bilwisheim
3. Brumath
4. Donnenheim
5. Krautwiller
6. Kriegsheim
7. Mittelschaeffolsheim
8. Mommenheim
9. Olwisheim
10. Rottelsheim